# Любляна (община)
Община Любляна (словен. Mestna občina Ljubljana) — одна з общин у центральній Словенії. Адміністративним центром є місто Любляна. Община є важливою з економічної, культурної та адміністративної точки зору для суспільства в цілому.

## Населення
У 2011 році в общині проживало 279898 осіб, 134410 чоловіків і 145488 жінок. Чисельність економічно активного населення (за місцем проживання) — 112279 осіб. Середня щомісячна чиста заробітна плата одного працівника (EUR) 1125,64 (в середньому по Словенії 987,39). Приблизно кожен другий житель у громаді має автомобіль (51 автомобіль на 100 жителів). Середній вік жителів становив 42,0 роки (в середньому по Словенії 41,8). 